# Atesta ciliata
Atesta ciliata är en skalbaggsart som först beskrevs av Francis Polkinghorne Pascoe 1863.  Atesta ciliata ingår i släktet Atesta och familjen långhorningar. Inga underarter finns listade.